# Лежень (фільм, 2013)
«Ле́жень» — український анімаційний фільм 2013 року студії Укранімафільм, режисер — Людмила Ткачикова. Фільм знятий за підтримки Державного агентства України з питань кіно.

## Сюжет
За мотивами казки Юрія Винничука «Лежень» (Збірник «Львівські казки» ), в якій відображений особливий колорит пригоди, любов, старовинні костюми та архітектура західної України в стародавні часи.
У замку біля Львова неможливо жити Князю і його домашнім, тому що нечисть робить все, щоб вигнати жителів замку. Остання надія домочадців на онука старого економа. Всі звуть його Лежень — він не робить нічого такого, що з точки зору інших приносить зиск або задоволення. Не співає, не гуляє, не розважається з хлопцями та дівчатами, любить тільки вареники та … читати книжки! Князь обіцяє Лежню віддати в дружини дочку Княжну, яка готує найсмачніші вареники .

## Над фільмом працювали
- Автор сценарію та режисер-постановник: Людмила Ткачикова (у титрах Люся Ткачикова);
- Художник-постановник: Валентина Серцова;
- Композитор: Леонід Бєлєй;
- Звукорежисер: Андрій Обод;
- Художники-аніматори: Дмитро Пічугін, Сергій Огурцов, Людмила Дубова, Марина Корольова, Марина Медвідь, Костянтин Федоров, М. Нікітіна, Вадим Назаров, Наталя Чернишова (у титрах Н. Чернишева), О. Ключко;
- Асистенти режисера: Алла Шебанова, Г. Ніконова;
- Асистенти художника: Ольга Максюк, Марія Венгерська;
- Монтаж та композит: Віталій Арсенін;
- Редактор: Вадим Шинкарьов;
- Продюсер та директор знімальної групи: Віктор Слєпцов;
- Генеральний продюсер: Едуард Ахрамович.

### Ролі озвучили
- Богдан Бенюк,

- Наталя Сумська (у титрах Наталія Сумська).